# Gendoping

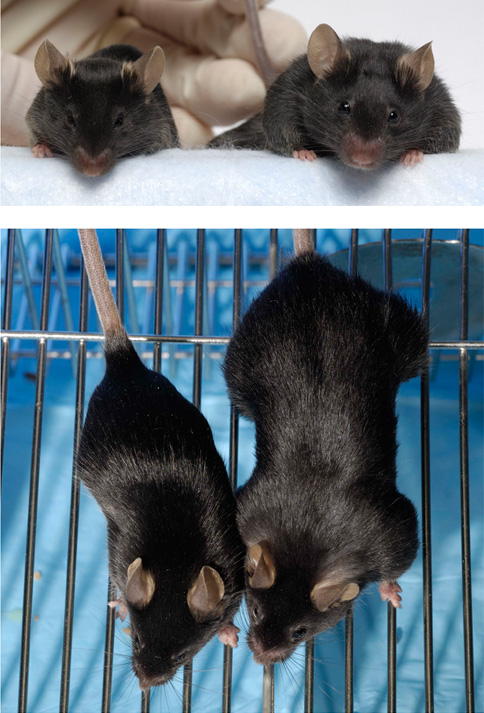
„Gendoping“ im Labor:
Bei der rechten Maus wurde das für Myostatin codierende Mstn-Gen abgeschaltet. Myostatin hemmt das Muskelwachstum. Durch das fehlende Myostatin ist die Muskelmasse der transgenen rechten Maus um den Faktor vier höher als bei dem Wildtyp (links)

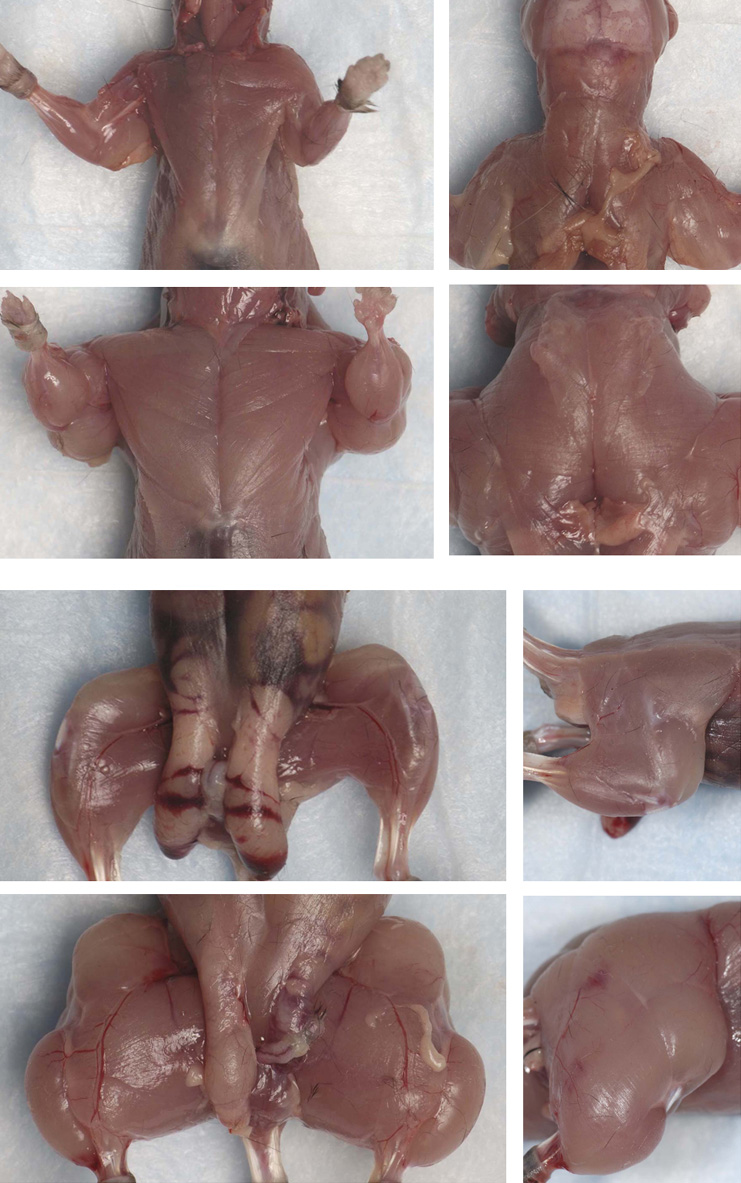
In der 1. und 3. Reihe die Muskelmasse des Wildtyps. Im Vergleich dazu die deutlich erhöhte Muskelmasse der transgenen Maus (2. und 4. Reihe)

Die Welt-Antidoping-Agentur definiert Gendoping als „den nicht-therapeutischen Gebrauch von Zellen, Genen, genetischen Elementen oder die Beeinflussung der Genexpression mit der Möglichkeit, die Leistungsfähigkeit zu steigern.“ Der letzte Punkt dieser Definition verschwimmt allerdings mit der klassischen Pharmakologie, da auch seit längerem bekannte Arzneistoffe wie anabole Steroidhormone die Genexpression leistungssteigernd beeinflussen. Streng molekularbiologisch versteht man unter Gendoping das Einschleusen von DNA- oder RNA-Molekülen in den menschlichen Organismus.

## Methoden
Es gibt eigentlich zwei verschiedene Arten von Gendoping. Beide funktionieren nach einem anderen Prinzip, haben jedoch dieselbe Zielsetzung. Wenn man von Gendoping hört, wird meist vom sogenannten Gendoping im engeren Sinn gesprochen, welches den Missbrauch gentherapeutischer Maßnahmen beschreibt. Diese beschreiben das konkrete Zuführen von genetischem Material, zum Beispiel DNA oder RNA. Es gibt jedoch auch Gendoping im weiteren Sinn, welches auf die Manipulation der Genexpression mittels hochspezifischer Medikamente zielt. Damit zählt auch die bloße Regulierung dieser Genexpression als Gendoping, unabhängig vom verwendeten Verfahren.

### Gendoping im weiteren Sinn
Das Ziel von Gendoping i. w. S. ist es, die Genexpression zu verändern. Dies geschieht, nicht wie sonst bei Gendoping erwartet, durch das schlichte Einnehmen von Medikamenten. Diese sorgen dafür, dass sich bestimmte Proteine vor dem DNA-Abschnitt anlagern, der für die Transkription zuständig ist. Dies kann den Vorgang der Transkription entweder beschleunigen oder aber hemmen. Die Wirkstoffe gelangen über die Blutbahn zu ihren Zielzellen. Dort verändern sie gezielt die Genexpression so, dass der Konsument der Droge einen Nutzen ziehen kann, sei dies durch Hemmung oder Aktivierung der Transkription. Die Definition eines Gendopings i. w. S. ist nicht unumstritten, da beispielsweise auch ganz altbekannte Dopingmittel wie Steroidhormone genau dadurch wirken, dass sich bestimmte Proteine – nämlich in diesem Fall die Steroidhormonrezeptor-Steroid-Komplexe – vor den DNA-Abschnitten anlagern, die für die Transkription wichtiger Muskelstrukturproteine zuständig sind. So gesehen wären Steroidhormone die potentesten Gendopingmittel i. w. S., die wir bislang kennen.
Gendoping i. w. S. hat ein wesentlich größeres Missbrauchspotenzial als Gendoping i. e. S., da die Technologie in diesem Bereich schon viel weiter vorangeschritten ist. Außerdem sind auch die Risiken wesentlich geringer. Die Anwendung ist auch viel einfacher, und wenn das Mittel eingenommen wurde, wirkt es nur temporär.

### Gendoping im engeren Sinn
Gendoping i. e. S. bezeichnet die gezielte Manipulation der DNA von außen. Dabei findet ein Gentransfer mittels Genfähren, meist Retroviren, statt. In ihnen befindet sich eine veränderte Version des beim Menschen defekten oder eben zu verbessernden Gens. Sie werden in die Zellen eingebracht, um dort das Stück zu ersetzen, welches sonst abgelesen wird. Die Methode des Gendopings i. e. S. wird vor allem in denjenigen Bereichen angewandt, wo Gendoping i. w. S. nicht wirkungsvoll genug wäre. Das Ziel der Manipulation ist es, den Patienten langfristig und einfach zu verändern. Dies geschieht wie oben erwähnt durch den Einbau eines intakten Gens, welches das defekte ersetzt. Dadurch, dass man das Gen direkt in die Zelle einbringt, bleibt es auch dort. Dies wiederum bedeutet für den Patienten, dass er sich keinen allfälligen Operationen oder sonstigen Behandlungen mehr unterziehen muss. Dies ist auch der große Vorteil des Gendopings i. e. S., es wirkt, falls so vorgesehen, unbegrenzt und verändert quasi das Erbgut des Menschen permanent. Somit fallen lästige Arzttermine und Behandlungen weg. Allerdings ist es gleichzeitig ein Nachteil dieser Methode der Genmanipulation, dass sie irreversibel ist. Falls ein Defekt oder unerwünschter Effekt auftritt, ist es nicht möglich einfach den Wirkstoff abzusetzen, da er vom eigenen Körper produziert wird. Die Missbrauchsmöglichkeiten von Gendoping i. e. S. sind bis jetzt noch nicht sehr groß, da es zurzeit noch sehr große Probleme bei der Steuerung der übertragenen Gene gibt. Die Verfahren zur gezielten Manipulation direkt in der Zelle sind noch nicht ausgereift, da es Probleme gibt ein Gen zu einem ganz bestimmten Zeitpunkt ein- oder auszuschalten, und die Menge des zu synthetisierenden Proteins zu dosieren.  Des Weiteren sind die Auswirkungen einer langfristigen Veränderung der DNA noch nicht bekannt und stellen ein zu großes Risiko für den Menschen dar. Was den Anti-Dopingagenturen jedoch Sorgen bereitet, ist das Potenzial von Gendoping i. e. S.

## Bekannte Dopingfälle
Im Rahmen der durch die Operation Aderlass ausgelösten Ermittlungen werfen die österreichischen Behörden dem Skilangläufer Alexei Poltoranin vor, Repoxygen verwendet zu haben und klassifizierten dies als Gendoping.

## Nachweisbarkeit von Gendoping
Gendoping im weiteren Sinne ist über den Nachweis der dem Körper zugeführten Fremdsubstanz, welche die Transkription verändert, prinzipiell möglich und oftmals auch sehr einfach realisierbar, zum Beispiel durch den PPARδ-Rezeptor GW1516.
Der Nachweis von Gendoping im engeren Sinne ist über einen längeren Zeitraum anhand des Nachweises der von außen eingebrachten transgenen DNA in konventionellen Blutproben prinzipiell möglich.